# Euthydemos I

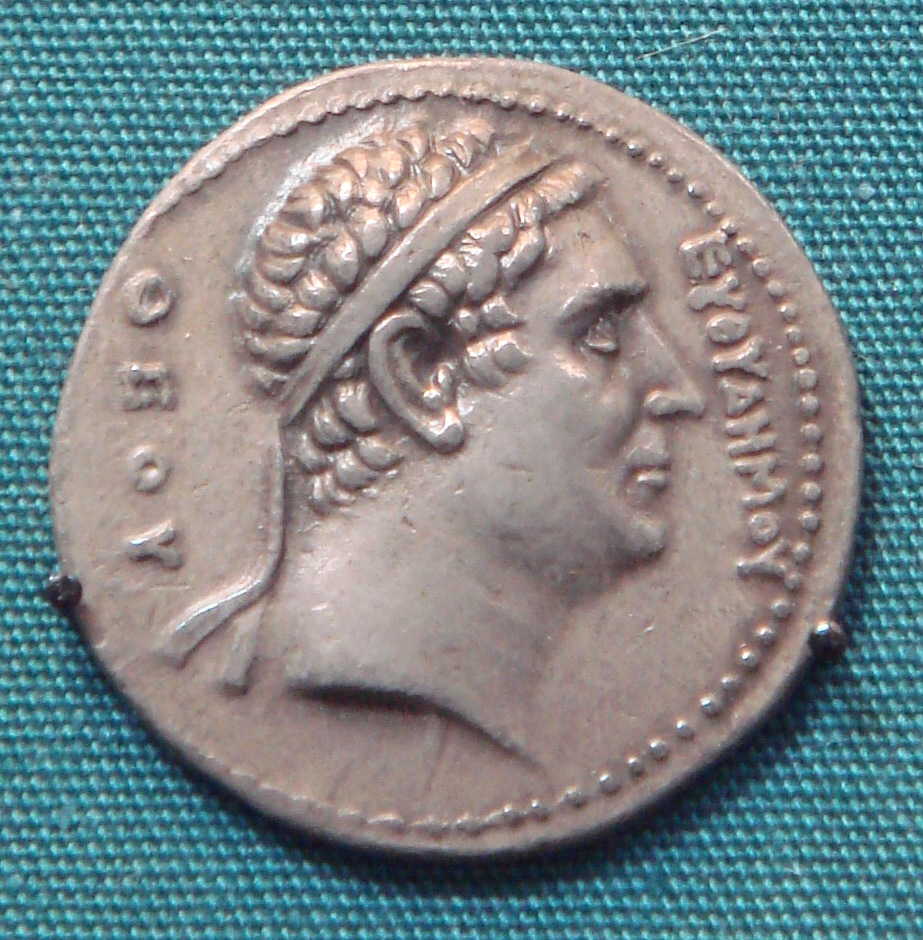
Euthydemus, Grieks-Bactrische koning

Euthydemus I (Grieks Ευθύδημος Α΄) zou een inwoner van Manesia en mogelijk satraap van Sogdiana geweest zijn. Hij wierp de dynastie van Diodotus van Bactrië omver en werd volgens Polybius Grieks-Bactrische koning omstreeks het jaar 230 v.Chr. Strabo daarentegen brengt zijn troonsbestijging in verband met de toenmalige interne oorlogen met de Seleuciden in 223/221 v.Chr. Zijn koninkrijk zou aanzienlijk geweest zijn en omvatte waarschijnlijk Sogdiana in het noorden en Margiana en Ariana in het zuiden en oosten van Bactrië.

## Antieke bronnen
- Polybios, X 49, XI 39, XII 34.
- Strabon, XI 514, 516.

## Referentie
- A.D.H. Bivar, art. Euthydemus I, in Encyclopædia Iranica IX (1999).[dode link]